# Lindar
Lindar is een plaats in de gemeente Pazin in de Kroatische provincie Istrië. De plaats telt 408 inwoners (2001).